# Iván Basualdo
Iván Nicolás Basualdo (Santa Fe, 16 de enero de 1990) es un baloncestista argentino que se desempeña como pívot en Peñarol de Mar del Plata de la Liga Nacional de Básquet de Argentina.

## Trayectoria

### Clubes
| Club                     | País      | Año             |
| ------------------------ | --------- | --------------- |
| Alma Juniors             | Argentina | 2009 - 2011     |
| Echagüe                  | Argentina | 2011 - 2012     |
| San Martín de Corrientes | Argentina | 2012 - 2013     |
| Obras Basket             | Argentina | 2013 - 2016     |
| Quilmes de Mar del Plata | Argentina | 2016 - 2018     |
| Olímpico                 | Argentina | 2018 - 2019     |
| San Martín de Corrientes | Argentina | 2019 - 2020     |
| Leñadores de Durango     | México    | 2020            |
| San Martín de Corrientes | Argentina | 2020 - 2021     |
| Olimpia                  | Uruguay   | 2021 - 2022     |
| Unión de Santa Fe        | Argentina | 2022            |
| La Unión de Formosa      | Argentina | 2022 - 2023     |
| Piratas de Los Lagos     | Ecuador   | 2023            |
| San Lorenzo              | Argentina | 2023 - 2025     |
| Peñarol de Mar del Plata | Argentina | 2025 - Presente |

## Selección nacional
Basualdo integró el plantel del seleccionado argentino que disputó la Copa Mundial FIBA de Baloncesto 3x3 de 2012. Su equipo -conformado por Natasha Spiatta, Macarena Durso y Alejandro Konsztadt- obtuvo el subcampeonato en el torneo mixto.